# Ŝ

Ŝ 또는 ŝ (S 곡절 부호)는 [ʃ] 소리를 내는 에스페란토 철자법의 자음이다.
에스페란토 철자법은 다른 대부분의 라틴계 슬라브 알파벳들(폴란드어가 가장 눈에 띄는 예외임)처럼 4개의 후치경음에 대해 발음 구별 기호를 사용한다. S 기반의 ŝ와 비슷하면서 동일한 소리를 내는 문자와 이중음자로는 체코어 시리아어, 슬로바키아어, 슬로베니아어, 세르비아 라틴어, 크로아티아어 Š, 영어의 sh, 포르투갈어의 x, ch가 포함된다. 키릴 문자 Ш도 같은 소리를 낸다.
Ŝ는 ISO 9:1995에 사용된다.

## 같이 보기
- Ĉ
- Ĝ
- Ĥ
- Ĵ
- Ŭ